# Lago Moor
El lago Moor (en alemán: Moorsee) es un lago situado en el distrito de Llanura Lacustre Mecklemburguesa, en el estado de Mecklemburgo-Pomerania Occidental (Alemania), a una altitud de 62.5 metros; tiene un área de 16.4 hectáreas.
Se encuentra ubicado junto a la orilla este del lago Müritz, el mayor de Alemania.